# Epigram
Een epigram, ook wel een puntdicht of sneldicht genoemd, is een kort en bondig gedicht met een woordspeling of pointe. 

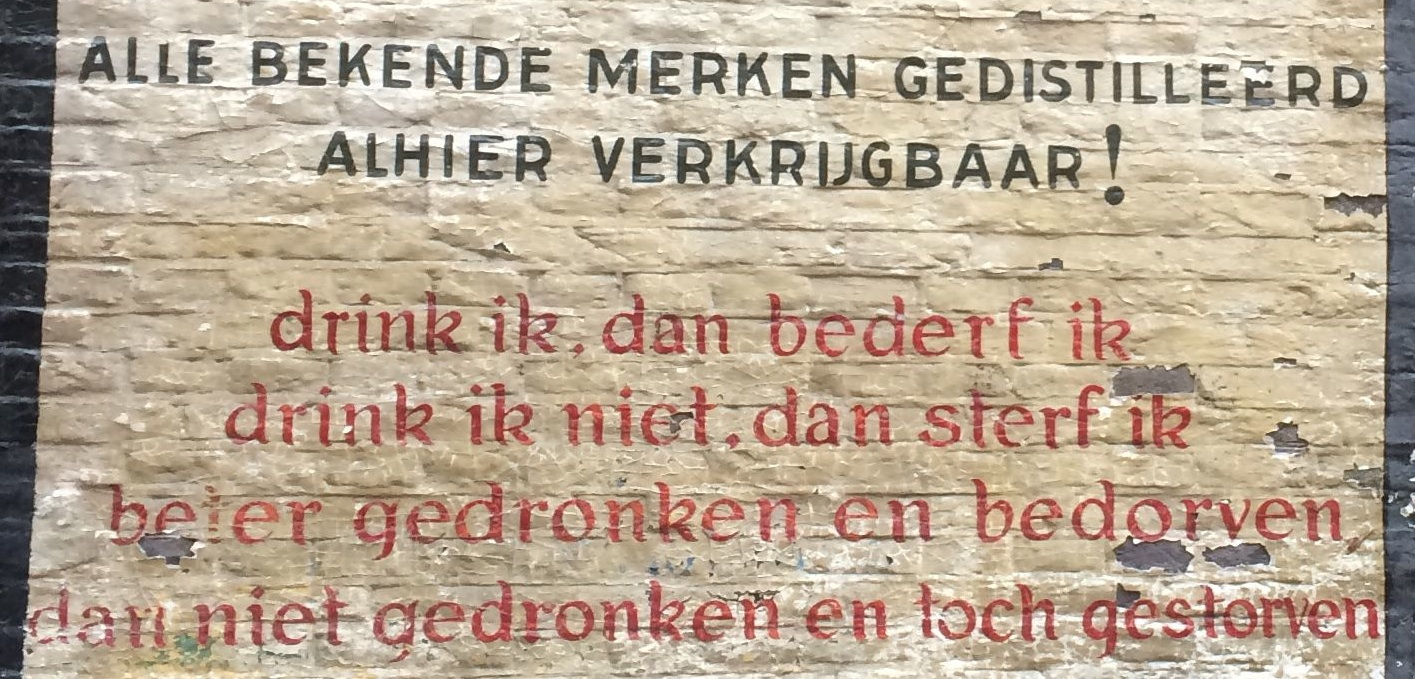
Epigram in rood op een muur in het centrum van Amsterdam

## Epigrammen in de Oudheid
Het woord epigram is van Griekse oorsprong (ἐπίγραμμα) en betekent letterlijk 'opschrift'. Het werd oorspronkelijk gebruikt in inscripties op monumenten, wijgeschenken, grafstenen, altaren, enz. Omdat het maken van een inscriptie veel werk is en er vaak weinig ruimte was voor tekst was een bondige formulering vereist. Vanaf de achtste eeuw v.Chr. werden epigrammen vaak in dichtvorm geschreven. 
Geleidelijk had het epigram niet alleen meer zijn oorspronkelijke praktische toepassing, maar werd het ook een literair genre. Het was Simonides die ca. 500 v.Chr. het epigram tot een literair genre maakte. Beroemd is zijn grafschrift op de gevallenen van Thermopylae. Bij hem waren de epigrammen nog gelegenheidsgedichten, maar vanaf de vierde eeuw v.Chr. werd het epigram ook voor andere onderwerpen gebruikt, met name erotiek werd populair. In de periode van het Hellenisme behoren Leonidas, Asclepiades en Meleager tot de belangrijkste epigrammenschrijvers. De hellenistische epigramkunst kent ook opvallend veel vrouwelijke vertegenwoordigers, zoals Anyte, Nossis en Moero. De epigrammen van de Griekse dichters zijn voor een groot deel bewaard gebleven in de Anthologia Graeca, een bloemlezing van ruim 4000 Griekse epigrammen.
In de hellenistische tijd was al een tendens te merken om een pointe te maken aan het eind van het epigram. Dit werd in de Romeinse tijd verder ontwikkeld door Lucillius, een Griekse dichter uit de tijd van keizer Nero. Hij schreef vooral spotepigrammen, een genre dat verder ontwikkeld werd door Martialis, de grootste Romeinse epigrammendichter.
In de vroegmoderne Neolatijnse literatuur wordt de term "epigrammata" (epigrammen) gebruikt om een gevarieerde collectie gedichten aan te duiden waarvan niet alle individuele gedichten aan de enge definitie van epigram of "puntdicht" hoeven te voldoen. Neolatijnse collecties epigrammen kunnen derhalve ook liefdeselegieën of kleine epische vormen bevatten. De grote variatie van vorm, metrum en inhoud in één collectie gaat terug op de Romeinse dichter Catullus.

## Epigrammen in de Bijbel
Ook in het Oude Testament staan epigrammen.  De psalmen 16, 56, 57, 58, 59 en 60 worden beschreven als een "miktam" (Hebreeuws: מכתם), een ander woord voor epigram. Het woord wordt soms vertaald als "(stil) gebed" of "kleinood".
Een in KB (Lexicon in Veteris Testamenti Libros, door L. Koehler en W. Baumgartner, Leiden 1958), blz. 523, geopperde betekenis was "Boetpsalm", maar KB3 (Hebräisches und aramäisches Lexikon zum Alten Testament, door W. Baumgartner, 3de uitg., Leiden 1967-1996), blz. 551, 552, geeft als betekenis "epigram". Derhalve zouden de zes psalmen met het opschrift "miktam" epigrammen zijn van de talrijke episoden die erin worden beschreven.

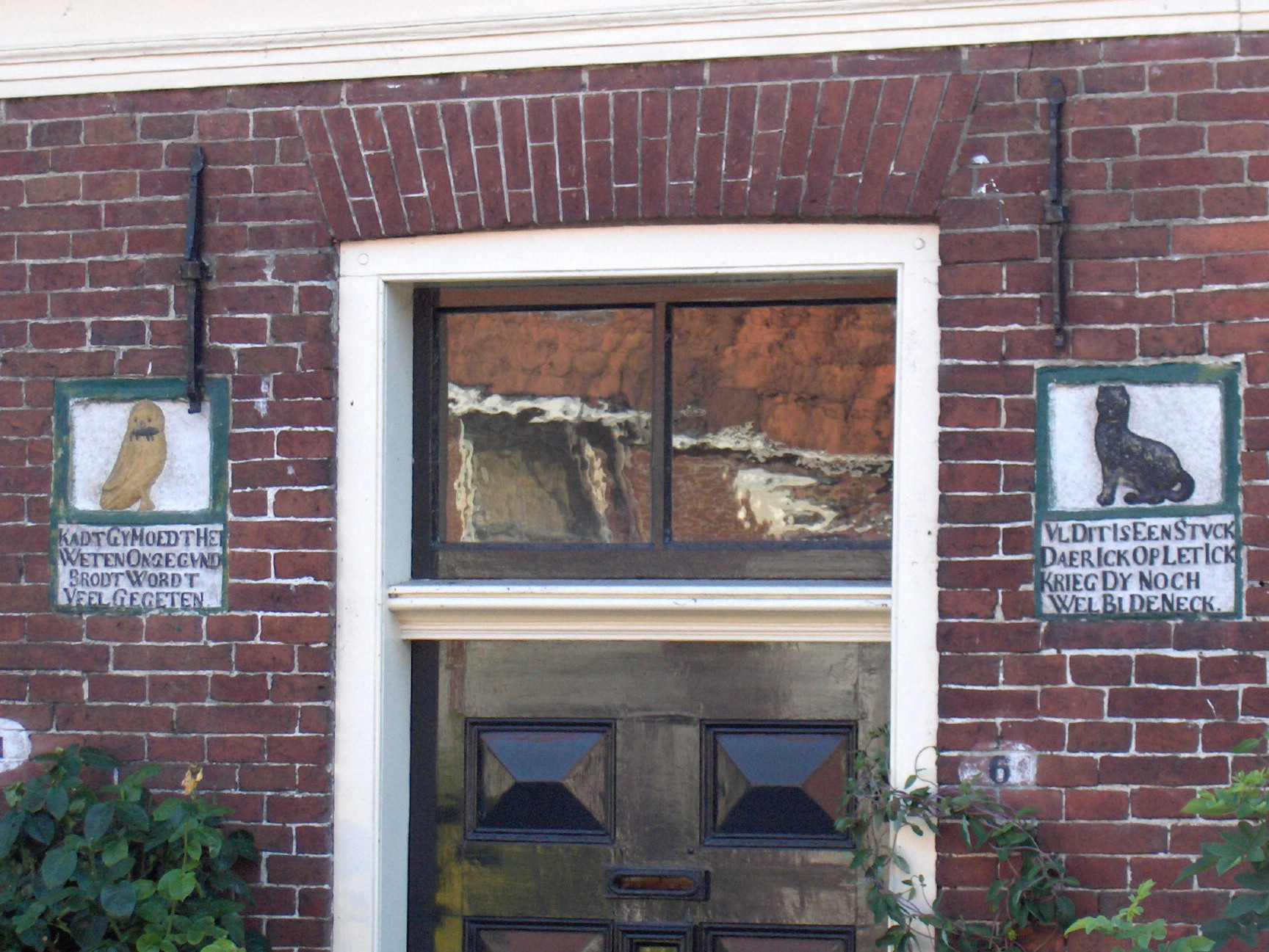
Twee gevelstenen in Onderdendam, tezamen een epigram:
Uil: “Kadt, gy moedt het weten ongegund brodt wordt veel gegeten”
Kat: “Ul, dit is een stuck daer ick op let ick krieg dy noch wel bi de neck”
twee gevelstenen in Onderdendam

## Auteurs
Een beroemde collectie epigrammen uit de Griekse oudheid is de Anthologia Graeca met ruim 4000 epigrammen van meer dan 300 auteurs. Een beroemde schrijver van epigrammen uit de Romeinse oudheid was Martialis (40-±103). In Engeland was John Owen in de vroege 17e eeuw een beroemd epigrammatist. Constantijn Huygens (1596-1687) schreef zeer veel epigrammen, zowel in het Nederlands (gepubliceerd in zijn Koren-bloemen) als in het Latijn (gepubliceerd in zijn Momenta Desultoria). Ook tijdgenoten Roemer Visscher (1547-1620) en Jeremias de Decker (1609-1666) schreven een omvangrijke reeks epigrammen. Moderne Nederlandse puntdichters waren Willem Hussem (1900-1974) en Kees Stip (1913-2001).

## In Nederlandse vertaling
- Goden. 150 epigrammen uit de Anthologia Graeca, vert. Patrick Lateur, 2017
- Hoeders van de wijsheid. Griekse filosofen in 150 epigrammen, vert. Patrick Lateur, 2009
- Petronius. Klein geluk, vert. Vincent Hunink, 2008
- Dichters hebben vele moeders. 150 literaire epigrammen uit de Anthologia Graeca, vert. Patrick Lateur, 2007
- Plato, Gedichten, vert. Patrick Lateur, 2006
- Zoete epigrammen. Gedichten over gelukkige liefde, vert. Jan Pieter Guépin, 2002
- De Griekse liefde. Honderdvijftig epigrammen, vert. Paul Claes, 1997
- Martialis. Romeinse epigrammen, vert. Frans van Dooren, 1996
- De cicade op de speerpunt. De Griekse oudheid in 160 epigrammen, vert. Hélène Nolthenius, 1992
- Sex en eros bij Martialis. 300 epigrammen, vert. E.B. de Bruyn, 1979